# 151 (число)
151 (Сто п'ятдеся́т оди́н) — натуральне число між  150 та  152.
- 151 день в році — 31 травня (у високосний рік — 30 травня)

## У математиці
- 36-те просте число.
- 151 — є  непарним тризначним числом.
- Сума цифр числа 151 — 7
- Добуток цифр цього числа — 5
- Квадрат числа 151 — 22 801

## В інших галузях
- 151 рік.
- 151 до н. е.
- (151) Абунданція — астероїд головного поясу.
- NGC 151 — галактика в сузір'ї Кит.
- 151 місце у світі посідає Джибуті за площею території.
- 151-й псалом.
- 151-й меридіан східної довготи.
- 151-та стрілецька дивізія (1-го формування) — військовий підрозділ збройних сил СРСР під час Другої світової війни.
- 151-я бригада підводних човнів.